# Фискалитет
Фискалитет или фискалат —  институт, созданный в 1711 году Петром I Указами от 2 и 5 марта, предшественник русской прокуратуры. Один из первых институтов государственного финансового контроля, заложивший основу развития контрольно-ревизионной и аудиторской практики в области государственных и корпоративных финансов России.
По мнению Казариной А. Х. фискалитет соединял в себе одновременно черты полицейского сыска и гласного надзора. В состав фискалитета входил обер-фискал и провинциал-фискалы.
Согласно П. П. Баранову, А. А. Шапошникову первым обер-фискалом был старший дьяк Преображенского приказа Я. Былинский, продержавшийся на посту менее года. Второй обер-фискал – стольник М.В. Желябужский.
Значительное влияние на становление фискалитета оказал Генрих фон Гюйссен — по мнению П. П. Баранова и А. А. Шапошникова многие положения закона от 23 октября 1713 г. и именного Указа от 17 марта 1714 г. «О фискалах и о их должности и действии» были взяты из работы Г. фон Гюйссен 1713 года под названием «Проект одной страны, весьма нуждающейся в фискал-коллегии».